# Salar de Atacama
Salar de Atacama is het grootste zoutmeer van Chili. Het ligt op 55 kilometer ten zuiden van San Pedro de Atacama in de Atacamawoestijn. Het meer heeft geen afwatering. Het is omgeven door bergen en vulkanen. In het oosten ligt de Andes en in het westen de Cordillera Domeyko. De meest bekende en actiefste vulkaan bij het zoutmeer is de Lascar.

## Beschrijving
Het zoutmeer heeft een oppervlakte van 3000 km2. Het is maximaal 100 kilometer lang en 80 kilometer breed. Het is het op twee na grootste zoutmeer in Zuid-Amerika, na Salar de Uyuni in Bolivia en Salinas Grandes in Argentinië. Het meer ligt op 2300 meter hoogte en heeft een zoutgehalte van 5% tot 28%.

## Fauna
In het gebied komen veel flamingo's voor en een deel van het zoutmeer is beschermd natuurgebied, Reserva nacional Los Flamencos.

## Economie
Het meer is een belangrijke vindplaats van lithium en ligt in de Lithiumdriehoek. Lithium wordt al lange tijd gebruikt bij de productie van keramiek en glas en meer recent is het gebruik bij batterijen. Hier ligt ongeveer een derde van de globale lithiumreserves. Door de hoge concentratie en het zeer droge klimaat kan het lithium hier goedkoper worden geproduceerd dan op andere plaatsen. Het Chileense bedrijf SQM heeft de vergunningen om hier het lithium te winnen.

## Fotogalerij

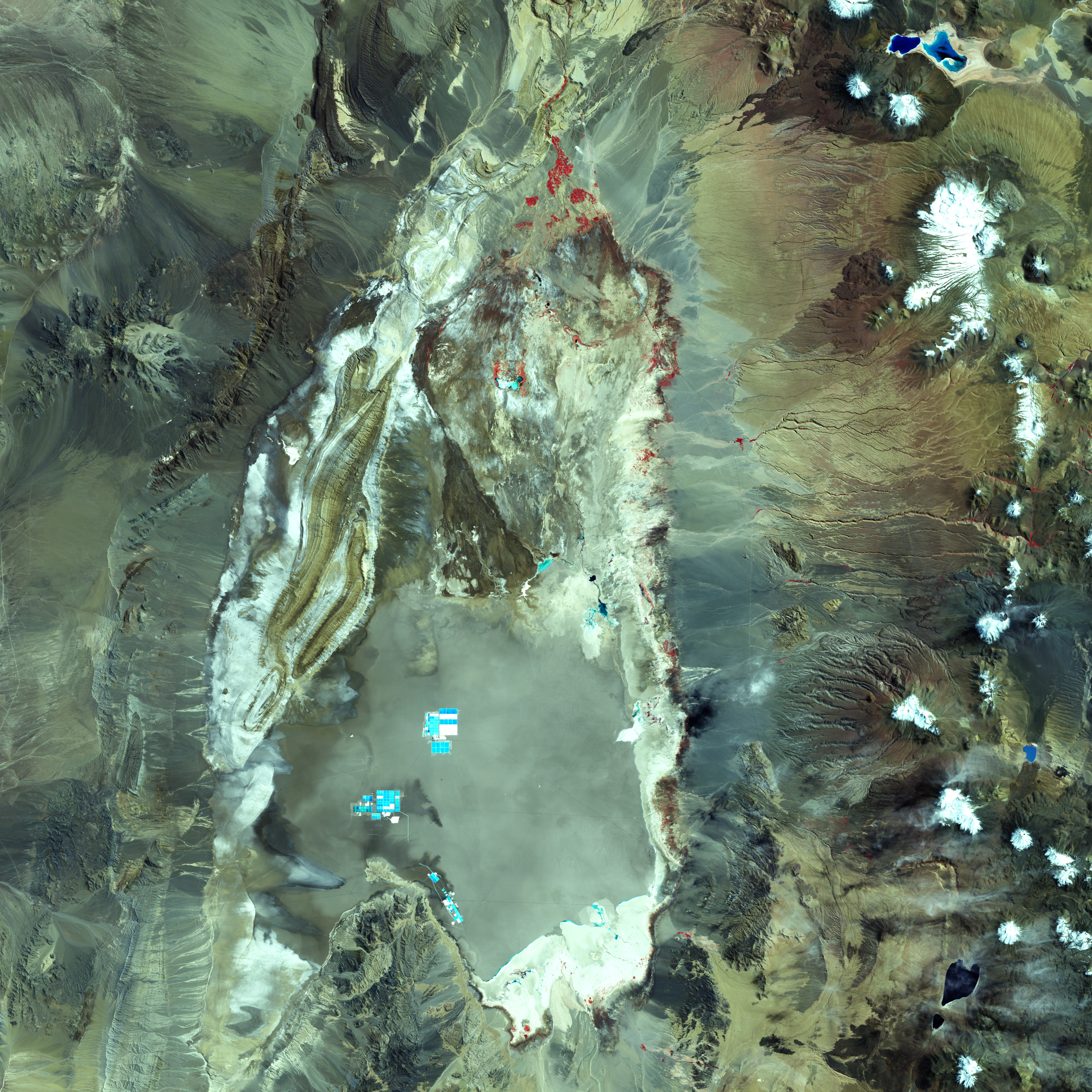
NASA foto
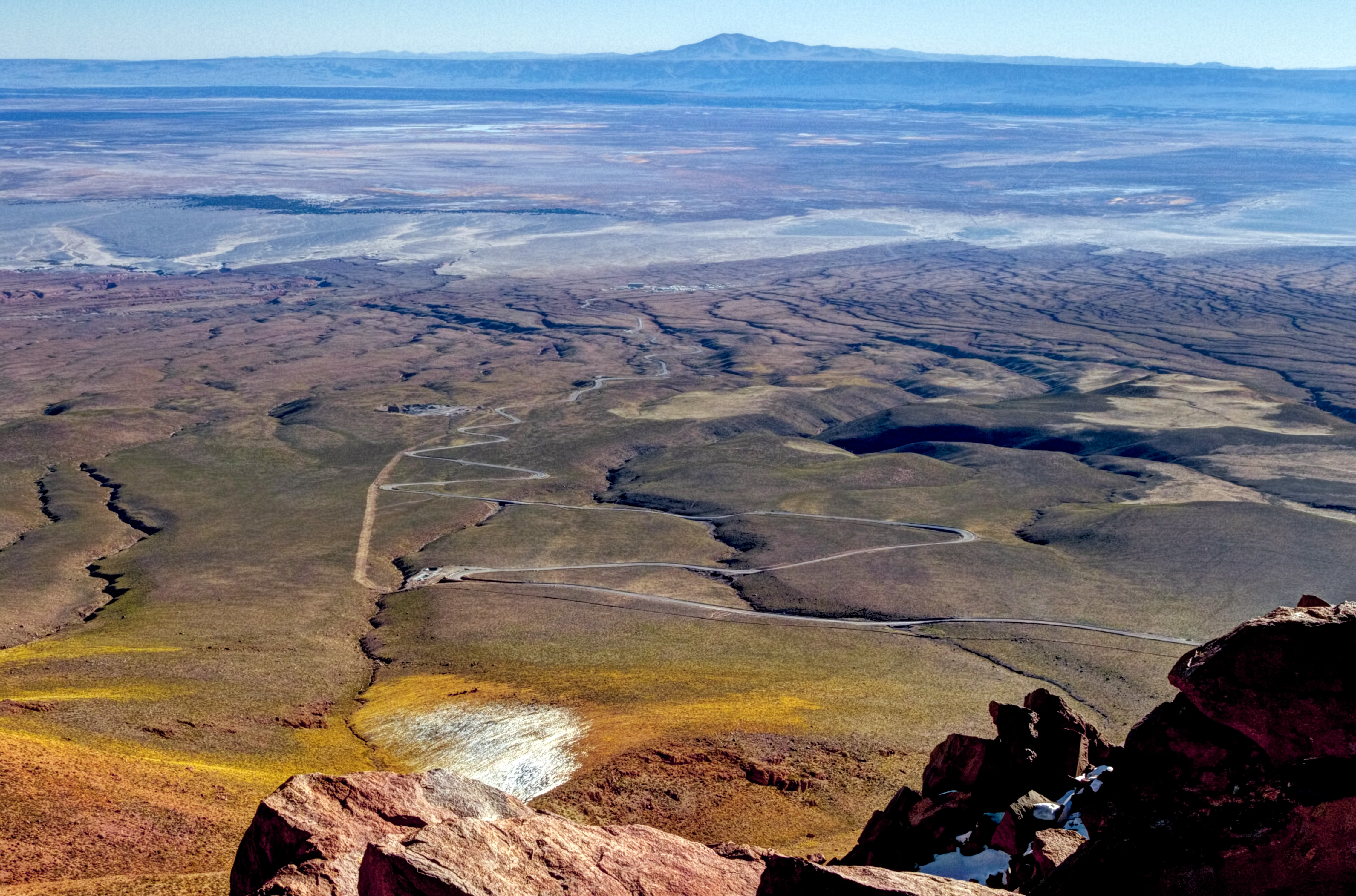
Foto van het zoutmeer van 4600 meter hoogte
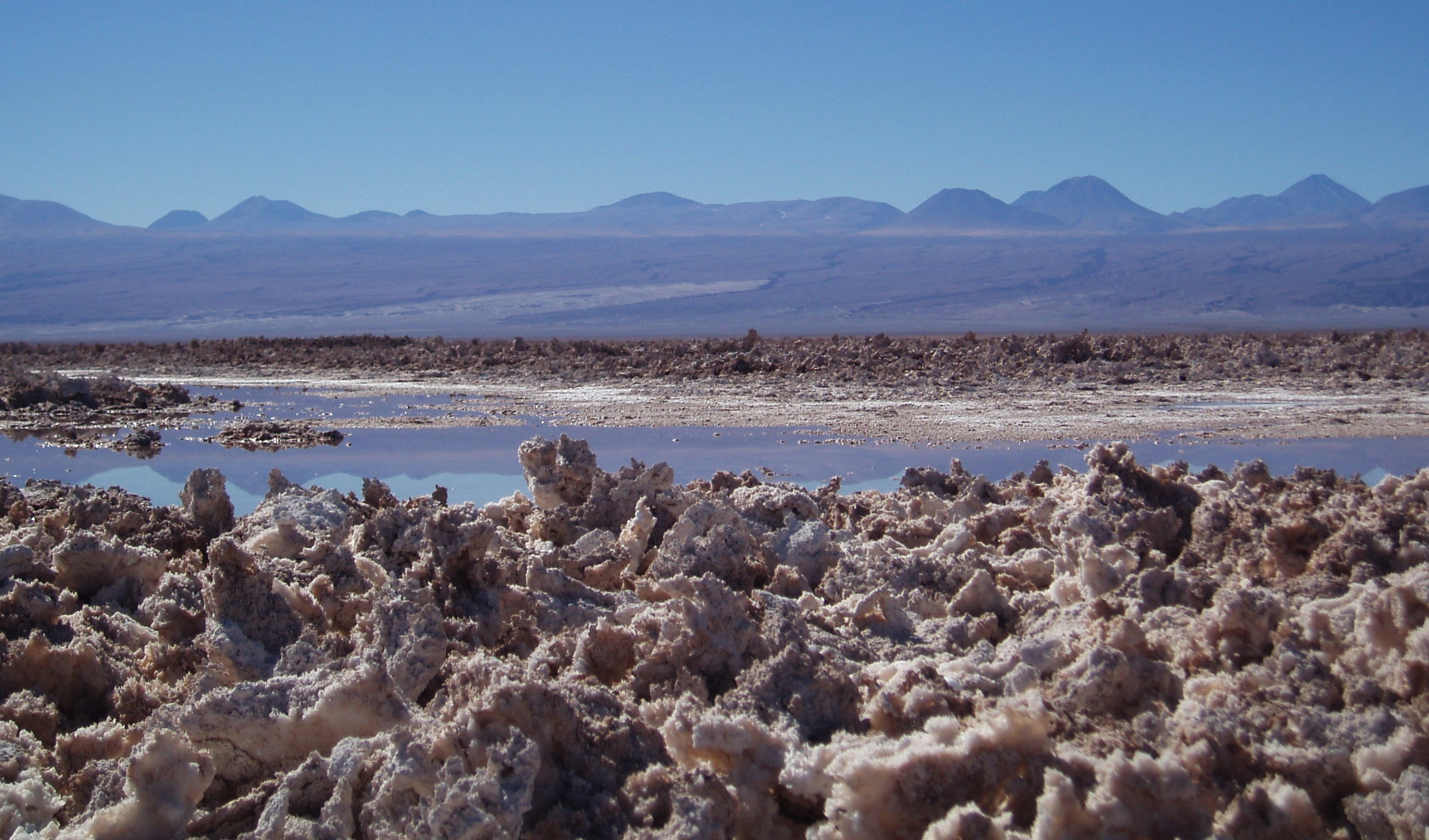
Salar de Atacama
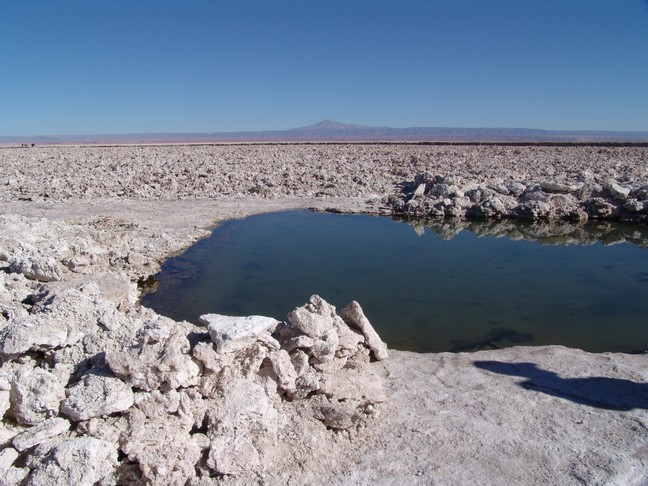
Salar de Atacama
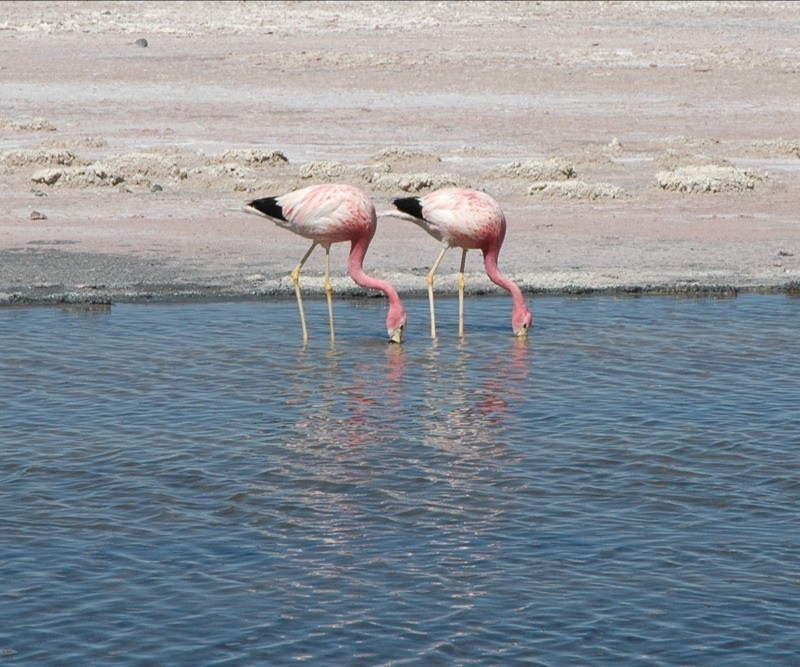
Andesflamingo